# 莫·格林
莫里斯·“莫”·格林（Morris "Moe" Greene）是馬里奧·普佐1969年小說《教父》和1972年同名電影中的虛構人物。原型是巴格西·西格爾，包括其與洛杉磯犯罪家族的往來，參與發展拉斯維加斯，及浮誇的言行。在電影中由艾力克斯·洛可飾演。

## 教父
格林在《教父》中是有來頭的猶太黑幫和謀殺公司前劊子手。因發展拉斯維加斯娛樂博彩事業，及助美國最強大的犯罪組織在內華達牟利而備受讚揚。與格林有生意往來的維托·柯里昂資助格林創建手上第一家酒店賭場。作為回報，格林在紐約五大家族火併期間收留並保護柯里昂家的次子弗雷多·柯里昂，由Molinari家族保障其安全。弗雷多浸淫於此，深受左右，但家族繼承人麥可不願如此。據稱格林在眾目睽睽之下不但斥責了弗雷多，還搧出一巴掌。
在兩大巨頭的一次正式會面中，麥可表明其不滿，並示意格林的賭場帳目有問題，開出條件要買斷其股份，以便家族搬遷至此。自覺深受冒犯的格林憤怒拒絕，聲稱麥可掏不出足可逼人走路的條件與力量。是柯里昂家族正被其他家族聯手趕出紐約，才不得不往拉斯維加斯逃。他蔑視麥可身為族長的資歷，聲稱：「當你還在約啦啦隊女孩子出去時，我早就殺出一片天（made my bones）啦！」
在小說中，格林不久後死於艾爾·奈里之手。在影片結尾則是被麥可連同各大家族一併掃蕩。格林在按摩中被身份不明的刺客打斷，復遭一槍射進眼睛。他的賭場被柯里昂家族接收。

## 教父第二集
該系列的第二集呼應了格林之死。與麥可亦敵亦友的海門·羅斯和格林是兒時好友，間接表示因格林被殺所起的憤怒是羅斯暗算麥可·柯里昂的動機之一。

## 遺產
艾力克斯·洛可所飾演的格林“鞏固了洛可在好萊塢黑幫電影中的地位”。格林的生死都被定為「標誌性」象徵。其死亡場景大致上是基於猶太黑幫中人巴格西·西格爾的謀殺案。
“莫·格林特典”(Moe Greene special)一詞特指他被打穿眼睛的處決方式。該特典後來也被其他黑幫影集引用，包括《黑道家族》的“Meadowlands”一集。
1998年，格林成了一部外百老匯戲劇《莫·格林眼睛中招》(Moe Greene Gets It in the Eye)的標題靈感來源。